# Viețile altora
Viețile altora (original în germană: Das Leben der Anderen, în engleză The Lives of Others) este un film dramatic german din 2006, premiat cu Oscar la categoria Cel mai bun film străin.
Viețile altora este debutul regizorial al lui Florian Henckel von Donnersmarck, care prezintă cum agenții Stasi (poliția secretă a RDG) monitorizau Berlinul de Est. În rolurile principale sunt Ulrich Mühe ca Căpitanul Stasi Gerd Wiesler, Ulrich Tukur drept superiorul său Anton Grubitz, Sebastian Koch în rolul dramaturg Georg Dreyman, și Martina Gedeck în rolul iubitei lui Dreyman, o prominentă actriță numită Christa-Maria Sieland.
Filmul a fost lansat în Germania pe 23 martie 2006. Pe lângă Oscar, filmul a mai câștigat și șapte premii Deutscher Filmpreis, printre care pentru cel mai bun film, cel mai bun regizor, cel mai bun scenariu, cel mai bun actor și cel mai bun actor în rol secundar — stabilind un record de 11 nominalizări.

## Subiect
Acțiunea filmului se petrece în anul 1984, în fosta RDG. Cu câțiva ani înainte de căderea regimului comunist, mașinăria de urmărire a activităților private ale cetățeanului funcționează perfect. Unul dintre pionii acesteia, Gerd Wiesler, un ofițer STASI deosebit de conștiincios, este numit responsabil cu urmărirea dramaturgului de succes Georg Dreyman, bănuit de gânduri mult prea liberale pentru binele său. Întregul apartament al dramaturgului este împinzit cu microfoane, ascunse cu multă grijă în pereți, telefon, etc. Pentru a putea avea subiectul mai bine sub control, ofițerul Wiesler se instalează chiar în podul clădirii în care locuia dramaturgul. De aici el ascultă, cu schimbul, toate conversațiile pe care dramaturgul le poartă, în primul rând cu prietena sa, Christa-Maria Sieland, actriță de succes. Pe parcursul acestor conversații, ofițerul STASI are ocazia să afle detalii din viața celor doi, ajungând să se implice afectiv în încercările lor de a se păstra în afara jocurilor politice ale colegilor de breaslă. Christa-Maria Sieland este curtată asiduu de superiorul lui Wiesler, Bruno Hempf, ministru, care ii cere acestuia, tot mai insistent, să găsească dovezile necesare arestării dramaturgului. Hempf îi ordonase supravegherea lui Dreyman pentru a putea ajunge, după arestarea lui, mai ușor la iubita acestuia. Christa-Maria va ceda avansurilor libidinoase ale lui Hempf, în speranța unei cariere asigurate. Sinuciderea unuia dintre cei mai buni prieteni ai artistului declanșează resortul necesar începerii ofensivei: Dreyman redactează, cu ajutorul a doi prieteni deja implicați în lupta subterană contra comunismului și folosind o mașină de scris adusă clandestin din RFG, un articol usturător referitor la numărul impresionant de sinucideri din RDG și motivele pentru care cetățenii disperați recurg la aceasta soluție. Articolul reușeste să treacă granița și este publicat în Der Spiegel. Wiesler, care participase pasiv la redactarea acestuia și cunoștea până și locul unde ascundea dramaturgul mașina de scris, refuză să îl trădeze pe autor, ba chiar sustrage mașina înainte ca agenții STASI să o poată găsi. Crista-Maria însă nu este la fel de puternică, ea cedează la interogatoriu iar mai apoi, învinsă de remușcări, se sinucide. Wiesler cade în dizgrație și este transferat la poștă, unde desface scrisori. După căderea regimului comunist, dramaturgul află că fusese pus sub urmărire și găsește dosarul, realizând, la citirea acestuia, că ofițerul Wiesler fusese de partea sa. Îl caută dar când îl găsește, neștiind ce să îi spună, nu îl abordează, preferând să îi dedice volumul – folosind însă numele acestuia de cod - proaspăt publicat, pe care Wiesler îl achiziționează, mișcat de gestul dramaturgului.

## Distribuție
- Ulrich Mühe - Hauptmann Gerd Wiesler
- Martina Gedeck - Christa-Maria Sieland
- Sebastian Koch - Georg Dreyman
- Ulrich Tukur - Oberstleutnant Anton Grubitz
- Thomas Thieme - Minister Bruno Hempf
- Hans-Uwe Bauer - Paul Hauser
- Volkmar Kleinert - Albert Jerska
- Matthias Brenner - Karl Wallner
- Herbert Knaup - Gregor Hessenstein, Der Spiegel-journalist
- Charly Hübner - Udo Leveh, Wiesler's night shift
- Bastian Trost - Häftling 227, prisoner
- Marie Gruber - Frau Meineke, neighbour
- Volker Michalowski  - typewriter expert
- Werner Daehn - Stasi officer-in-charge at house search
- Hinnerk Schönemann - Axel Stiegler, joketeller at Stasi
- Gabi Fleming - the prostitute 'Ute'
- Ludwig Blochberger - Benedikt Lehmann, Wiesler's student